# Kenya Maeshiro
Kenya Maeshiro (født 7. februar 1995) er en japansk tidligere professionel fodboldspiller.
Han har spillet for flere forskellige klubber i sin karriere, herunder FC Ryukyu.